# تشارلز بيري
تشارلز بيري هو سياسي كندي، ولد في 7 ديسمبر 1818، وتوفي في 7 يوليو 1876. انتخب عضو مجلس العموم الكندي.